# Eparchie jugorská
Eparchie Jugorsk je eparchie ruské pravoslavné církve nacházející se v Rusku.

## Území a titul biskupa
Zahrnuje správní hranice území měst Jugorsk, Ňagaň a Uraj, také Bělojarského, Berjozovského, Kondinského, Okťabrského a Sovětského okruhu Chantymansijského autonomního okruhu – Jugra.
Eparchiálnímu biskupovi náleží titul biskup jugorský a ňagaňský.

## Historie

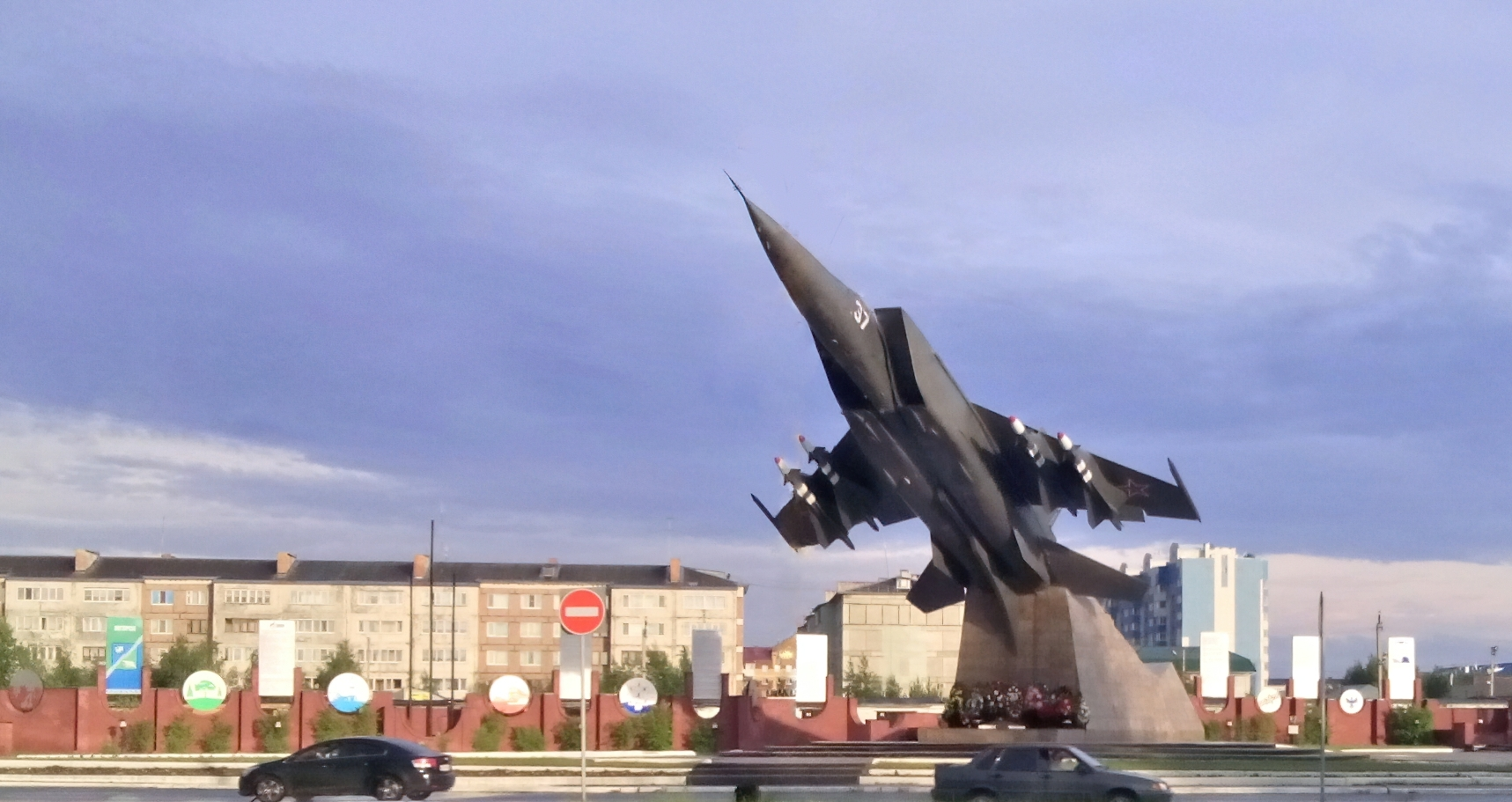
MiG-31.

Eparchie byla zřízena rozhodnutím Svatého synodu dne 25. prosince 2014 z části území chanty-mansijské eparchie. Stala se součástí nově vzniklé chanty-mansijské metropole.

## Seznam biskupů
- 2015–2023 Fotij (Jevtichijev)
  - 2023–2024 Pavlo (Fokin) dočasný správce
- od 2024 Michail (Malachanov)